# Renate Burtscher
Renate Burtscher (* 6. Februar 1954 in Feldkirch) ist eine österreichische Redakteurin und Moderatorin beim ORF.

## Werdegang
Burtscher hat am Salzburger Mozarteum Musikerziehung, Romanistik und Gesang studiert. Anschließend arbeitete sie einige Jahre als AHS-Lehrerin in Vorarlberg und Niederösterreich. Burtscher war als Choristin aktiv, u. a. im Arnold Schoenberg Chor Wien.
Ihre Moderationen bei Ö1 erfolgen in der Sendung "Pasticcio".